# Pränumeration
Die Pränumeration wurde im Buchhandel des 18. Jahrhunderts eine gängige Geschäftsform, bei der ein Verleger die Möglichkeit erhielt, durch Werbung für ein noch nicht gedrucktes, aber bereits geplantes Verlagswerk einen finanziellen Grundstock für die anfallenden Kosten zu erwirtschaften. Das betreffende Werk wird dann als Pränumerationsausgabe bezeichnet.
Sogenannte 'Colligenten', die meist aus dem Bekannten- und Arbeitsumfeld des Verlegers kamen, machten im Vorfeld der Veröffentlichung des geplanten Werkes Werbung und warben sogenannte 'Pränumeranten', die bei der Vorausbestellung des Werkes einen finanziellen Rabatt erhielten. 
Die bekanntesten und einflussreichsten dieser Pränumeranten wurden dann auf einer Pränumerationsliste namentlich genannt sowie veröffentlicht und führten zu weiteren Vorbestellungen des Werkes. Diese Geschäftspraxis etablierte sich im 18. Jahrhundert besonders auf dem Zeitschriftenmarkt, da diese finanzielle Vorausleistung der zukünftigen Leser die Produktion der eigentlichen Zeitschrift erst möglich machte.